# Photonectes dinema
Photonectes dinema es una especie de pez de la familia Stomiidae en el orden de los Stomiiformes.

## Morfología
Los machos pueden llegar alcanzar los 25 cm de longitud total.

## Hábitat
Es un pez de mar y de aguas  subtropicales.

## Distribución geográfica
Se encuentra en el  Atlántico oriental (desde las Islas Azores hasta el Senegal) y el Atlántico occidental (desde los Estados Unidos hasta las Bahamas ).